# Karl Kekulé
Ludwig Karl Emil Kekulé (auch: Carl) (* 4. April 1773 in Frankfurt am Main; † 28. August 1847 in Darmstadt) war ein hessischer Oberkriegsrat, liberaler Politiker und Abgeordneter der Zweiten Kammer der Landstände des Großherzogtums Hessen.
Karl Kekulé war der Sohn des Kammerrates Johann Wilhelm Kekulé (1735–1806) und dessen Ehefrau Philippine Catharinea geborene Coester (1741–1789). Die Familie war evangelisch. Er heiratete 1803 in erster Ehe Susanne Magdalene geborene Siebert (1785–1823) und 1828 in zweiter Ehe Marie Margarethe geborene Seip (1793–1852). Der Chemiker August Kekulé und der Kreisrat Emil Kekulé waren seine Söhne. Seine Tochter Mimi (Maria Wilhelmine) (1831–1899) war mit dem Mediziner Alexander Knoblauch verheiratet.
Er war Oberkriegsassessor und wurde 1809 zum wirklichen Oberkriegsrat ernannt. 1821 wurde er pensioniert.
Während des ersten und zweiten Liste der Landtage des Großherzogtums Hessen von 1820 bis 1824 gehörte er der Zweiten Kammer der Landstände an. Er wurde für den Wahlbezirk Oberhessen 10/Butzbach gewählt.